# پائولسبورو، نیوجرسی
پائولسبورو (به انگلیسی: Paulsboro) شهری در ایالت نیوجرسی کشور ایالات متحده آمریکا است که جمعیت آن در سرشماری سال ۲۰۱۰ میلادی، ۶٬۰۹۷ نفر بوده‌است.